# Carmen Hernández
Carmen Hernández Barrera (Ólvega, Soria, 24 de noviembre de 1930 - Madrid, 19 de julio de 2016) fue una catequista española, iniciadora —junto a Kiko Argüello— del Camino Neocatecumenal.

## Biografía
Carmen Hernández nació en Ólvega, aunque de muy pequeña se trasladó con su familia a Tudela (Navarra), donde pasó la mayor parte de su infancia y juventud. Desde niña fue impresionada por la labor misionera del navarro San Francisco Javier. En el colegio de la Compañía de María de la localidad tuvo ocasión de conocer también a algunos misioneros jesuitas que lo visitaron.
Estudió la licenciatura en Química en Madrid. Tras graduarse, en 1951, decidió dar rienda suelta a su aspiración juvenil de contribuir a la misión de la Iglesia católica y marchó al Instituto de Misioneras de Cristo Jesús en Javier. En 1957, es destinada a la casa de estudios de las Misioneras en la ciudad de Valencia, donde son apoyadas por el arzobispo Marcelino Olaechea, que las ha conocido en Navarra. Olaechea describirá a Carmen Hernández como una mujer "salvajemente noble, sincera y franca". En el Instituto Sedes Sapientiae de la archidiócesis, obtuvo la licenciatura en Teología. En 1960-1961 viaja a Londres para continuar su preparación para un futuro destino como misionera en la India. Sin embargo, tuvo ciertas diferencias en el seno del Instituto y tuvo que volver a España, donde es invitada a abandonar las Misioneras de Cristo Jesús
Estuvo un tiempo en Barcelona estudiando Teología. Durante su estancia en esta ciudad, conoció al padre Pedro Farnés, joven sacerdote especializado en liturgia. La influencia de Farnés fue fundamental para cambiar sus concepciones tradicionales sobre la misa y la Eucaristía. Dejó Barcelona y pasó once meses en Israel profundizando su comprensión de la Biblia y la importancia de la catequesis (1963-1964).
De retorno a España, su intención era ir como misionera a Bolivia, destino que había acariciado antes de viajar a Tierra Santa. El país se hallaba en plena transformación socioeconómica. El régimen del general Franco empezaba a sufrir una cierta oposición. La misma Iglesia, en pleno Concilio Vaticano II, cambiaba. Carmen, siguiendo el ejemplo del joven pintor Kiko Argüello, que había empezado a vivir entre los pobres y marginados en el barrio de Palomeras Altas, en los suburbios de la capital, se instaló en una chabola. Desde allí fue testigo de los inicios del Camino Neocatecumenal. Entre otras influencias, les inspiraba el carisma de Carlos de Foucauld
A lo largo de su vida, Hernández rechazó títulos honoríficos y premios; sin embargo, junto con Argüello, aceptó un título honorario de la Universidad Católica de América en Washington D. C en 2015, en reconocimiento por «su dedicación a los pobres y el buen trabajo que han hecho por la Iglesia». Falleció el 19 de julio de 2016 a los 85 años.

### Publicaciones
Un año después de su muerte se publicó la obra Diarios (1979-1981) en la Biblioteca de Autores Cristianos. Es un libro donde se refleja la experiencia espiritual de Carmen Hernández, que ella mantenía oculta a todos. Como Kiko  Argüello afirma: «Carmen sufrió todos los días y no dijo nada a nadie. A veces padecía sufrimientos, noches oscuras, y gritaba a Dios. Entraba en profundos sufrimientos,  pero nunca dijo nada, ¡nunca!».

### Causa de beatificación
El 19 de julio de 2021, quinto aniversario de la muerte de Carmen Hernández, durante la Eucaristía presidida por el cardenal arzobispo de Madrid, Carlos Osoro en la catedral metropolitana de Santa María la Real de la Almudena, tuvo lugar la petición de apertura de su causa de beatificación.La causa de beatificación fue abierta el 4 de noviembre de 2022.